# 최돈걸
최돈걸(崔敦傑, 1943년 ~ )은 대한민국의 육군 중장으로 예편한 군인이며, 제15대 병무청장을 역임하였다. 본관은 강릉이며, 강원도 강릉 출신이다.

## 학력
- 강릉사범학교
- 육군사관학교 21기

## 경력
- 육군본부 작전처장
- 합참 작전본부장
- 교육사령관
- 합참 전력평가본부장
- 국방대학교 초빙교수
- 예비역 중장
- 2001년 4월 2일 ~ 2002년 7월 18일 : 제15대 병무청장